# Ole Paus (Unternehmer)

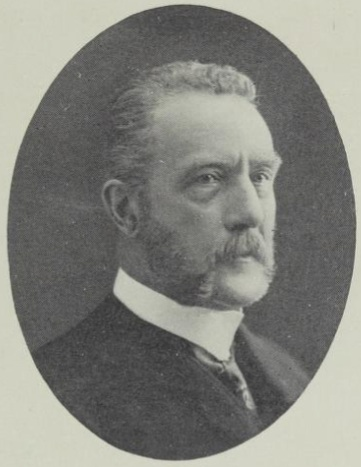
Ole Paus

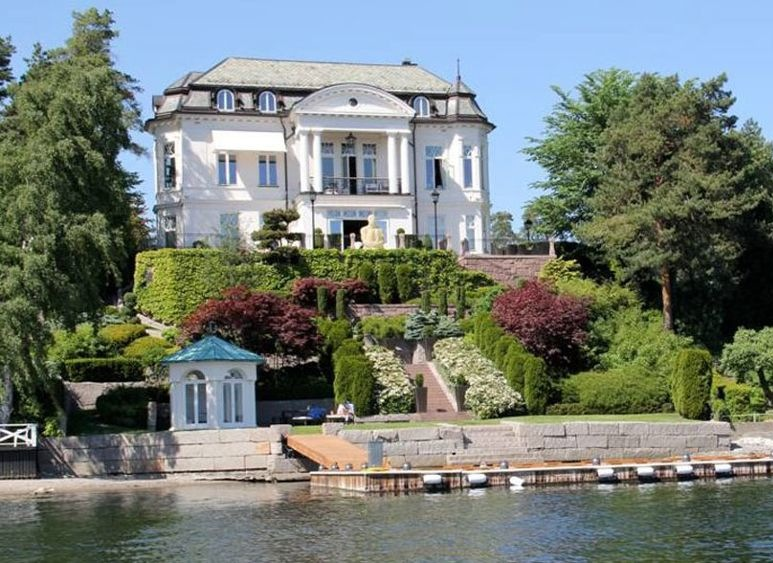
Die „Villa Paus“ auf Bygdø

Ole Paus (* 24. Oktober 1846 in Skien; † 20. März 1931 in Bygdø, Oslo) (Aussprache [uːlɛ pæʉs]) war ein norwegischer Stahlgroßhändler, Fabrikbesitzer und Bankdirektor.

## Leben
Er gründete 1872 die Eisen- und Stahlunternehmen Ole Paus. Ab 1897 war er Mitglied der Direktion der Den norske Creditbank (heute DNB ASA) und ab 1903 deren Sprecher. Von 1910 bis 1918 war er Präsident der Eisenunion. Außerdem war er Mitglied des Stadtrates von Oslo und Vorsitzender des Aufsichtsrates der Zeitung Morgenbladet.
Als Sohn des Reeders und Bankdirektors Christopher Blom Paus aus Skien und Erasmine Ernst aus Kopenhagen gehörte er der Familie Paus an,  Henrik Ibsen war sein Vetter. Er war mit Birgitte Halvordine Schou (1848–1923), einer Cousine des Großindustriellen Halvor Schou, verheiratet.
Er war Vater des Generalkonsuls und Gutsbesitzers Thorleif Paus und des Großhändlers Christopher Blom Paus. Seine Tochter Martha Marie Paus (* 1876) war mit dem Adelshistoriker Otto von Munthe af Morgenstierne verheiratet und seine Tochter Else Margrethe Paus (* 1885) mit ihrem entfernten Cousin, dem Fabrikbesitzer Nicolay Nissen Paus. Er war Großvater des Generals Ole Paus und Urgroßvater des Musikers Ole Paus.
Die „Villa Paus“ auf Bygdø wurde 1907 für ihn gebaut.